# Tagebau Niemtsch

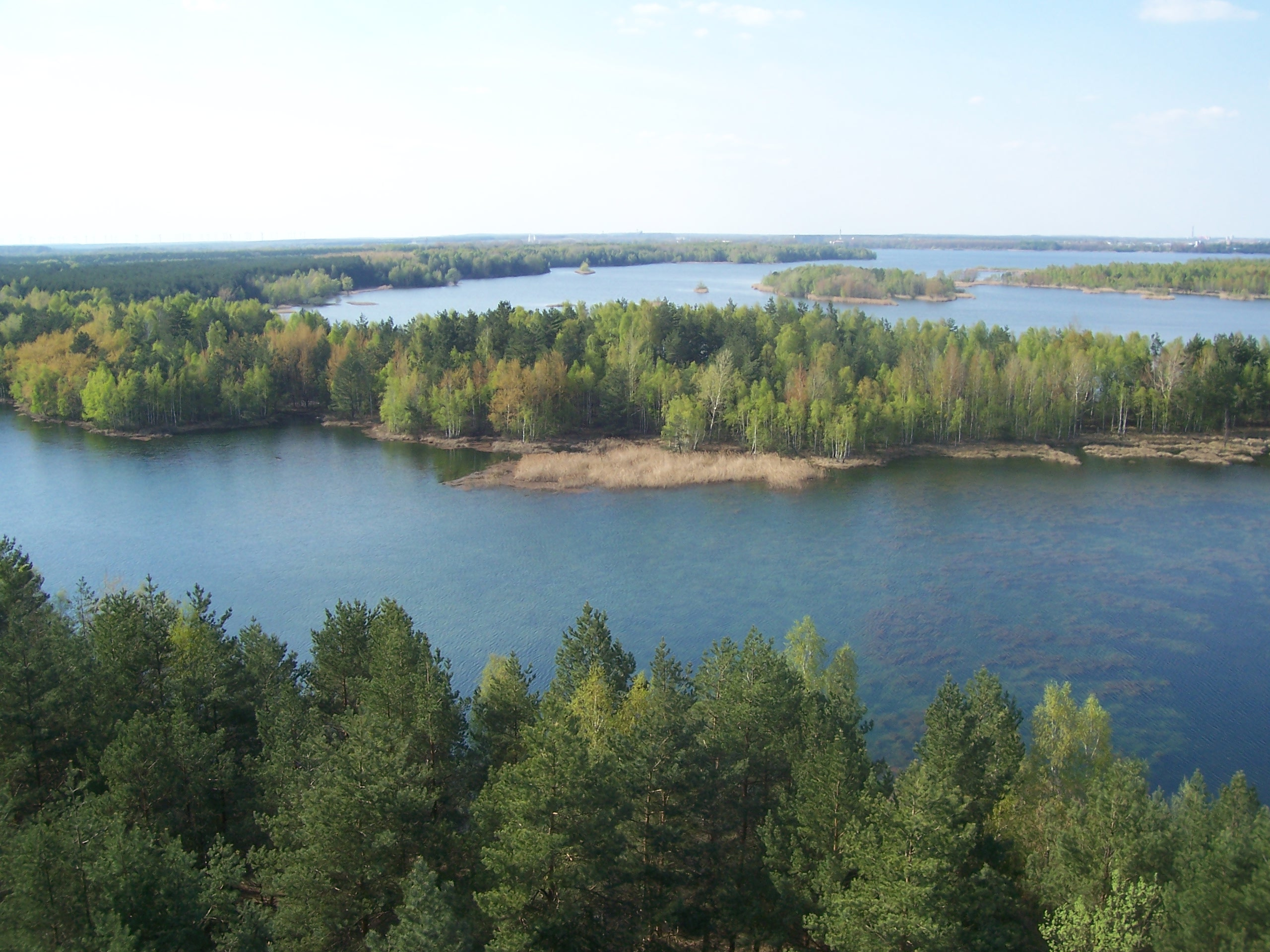
Ehemaliger Tagebau Niemtsch – heutiger Senftenberger See

Der Tagebau Niemtsch war ein Braunkohletagebau im Lausitzer Braunkohlerevier, der von 1940 bis 1966 im Bezirk Cottbus  betrieben wurde. Er lag im Kreis Senftenberg. Durch kontrollierte Flutung wurde er im Zuge der Rekultivierung nach Ideen des Landschaftsplaners Otto Rindt in einen künstlichen See, den Senftenberger See umgewandelt.

## Geografie
Der Tagebau lag südlich der Stadt Senftenberg im Niederlausitzer Braunkohlerevier. An den Tagebau grenzen die Orte Niemtsch, Großkoschen, Kleinkoschen und Peickwitz an.

## Geschichte
Im Jahr 1938 wurde der Tagebau aufgeschlossen. Am 23. April 1940 begann die Schachtholzverlegung und die Entwässerung. Die erste Kohle wurde am 6. Mai 1941 gefördert. Bis zum 20. April 1945 wurde der Tagebau durch die Ilse Bergbau AG betrieben. Durch Kriegseinwirkungen fiel an diesem Tag die Stromversorgung der Wasserhaltung aus. Bis zum 22. Juni 1945 wurden der Tagebau, die Gleisanlagen und die Tagebaugeräte durch 4,5 Millionen Kubikmeter Wasser überflutet. Das Wasser erreichte eine Höhe von 16 Metern über der Tagebausohle.
Am 22. Juni 1945 wurde mit dem Sümpfen begonnen, im Juni 1947 ging der Tagebau wieder in Förderung. Der Tagebau gehörte zum VEB Braunkohlewerk „Franz Mehring“ Brieske. Mit Befehl Nr. 118 befahl die Sowjetische Militäradministration den Bau einer Abraumförderbrücke. Diese nahm am 10. März 1949 ihren Betrieb auf.
In einem Haupt- und zwei Nebenfeldern (Elsterfeld und Südfeld) wurde Kohle gefördert. Im Jahr 1957 kam es in der Nähe der Niemtscher Mühle zu Rutschungen, die Gleisanlagen verschütteten. Vom 26. bis 27. Mai 1959 zerstörte ein Großbrand im Tagebau Schienen, Fahrleitungen und Grubengleise.
Der letzte Kohlezug verließ am 15. Mai 1966 den Tagebau. Die Abraumbrücke wurde am 27. Mai 1966 um 11.30 Uhr gesprengt.
Nach dem Ende der Kohleförderung entstand als Bergbaufolgelandschaft der am 1. Juni 1973 eingeweihte Senftenberger See.

## Braunkohleförderung
Von 1949 bis 1966 wurden 160 Millionen Tonnen Rohbraunkohle gefördert. Das Braunkohleflöz hatte eine Mächtigkeit von 5 bis 10 Metern. Für den Abbau wurden 400 Millionen Kubikmeter Abraum bewegt.

## Orts- und Flächeninanspruchnahme
1544 Hektar Land wurden durch den Tagebau in Anspruch genommen, unter anderem wurde die Hammermühle Großkoschen und der Flugplatz Buchwalde abgebaggert.
Für den Tagebau wurde von 1955 bis 1957 das Bett der Schwarzen Elster zwischen Kleinkoschen und Brieske auf einer Strecke von acht Kilometern verlegt und in das Bett der nördlich fließenden Sornoer Elster gelegt. Die Fernverkehrsstraße 96 zwischen Buchwalde und Großkoschen mit 4,5 Kilometern sowie die Bahnstrecke Lübbenau–Kamenz auf dem Abschnitt Senftenberg – Hohenbocka mit einer Länge von 7,5 Kilometern wurden verlegt.

## Wiederurbarmachung/Rekultivierung
Die Wiederurbarmachung des Tagebaus Niemtsch gilt als Musterbeispiel und als einer der Höhepunkte der DDR-Umweltpolitik. Die Transformation des Restloches und der Kippenflächen des Tagebaus in ein multifunktionales Speicherbecken, Naturschutz- und Naherholungsgebiet ist vor allem mit dem Namen des Landschaftsgestalters Otto Rindt verbunden. Rindt, der als Abteilungsleiter beim Büro für Territorialplanung Cottbus für die Rekultivierung von Tagebauflächen verantwortlich war, intervenierte frühzeitig bei dem Bergbau unternehmen und setzte eine Abflachung der Böschungen im Abbauprozess mit Tagebau-Großgeräten durch. Damit wollte er die Probleme, die bei der Gestaltung des Knappensees auftraten, vermeiden. Zusammen mit Hermann Mattheus von der VVB Wasserwirtschaft Obere Elbe-Spree, der bereits beim Knappensee die hydrologischen Gestaltung übernommen hatte, planten sie die Ausführung. Dabei setzen sie in der DDR entwickelte spezielle Meliorationstechniken für tertiäre Kippenflächen ein, wie das Domsdorfer Verfahren von Wilhelm Knabe. Die Arbeiten zogen sich von September 1963 bis zur Eröffnung des ersten Strandabschnittes im Juni 1973, wobei allein die Flutung von November 1967 bis Dezember 1972 dauerte. Während die 18 Mio. m³ Wasservolumen als Brauchwasserspeicher für die Braunkohlenindustrie genutzt wurden und die Strand- und Erholungsflächen bereits 1,7 Mio. jährliche Besuche verzeichnete, wurde die Insel, aufgrund ihrer instabilen Böschung, zum ersten Naturschutzgebiet in einem ehemaligen Braunkohlenbergbau.